# Dremiel Byers

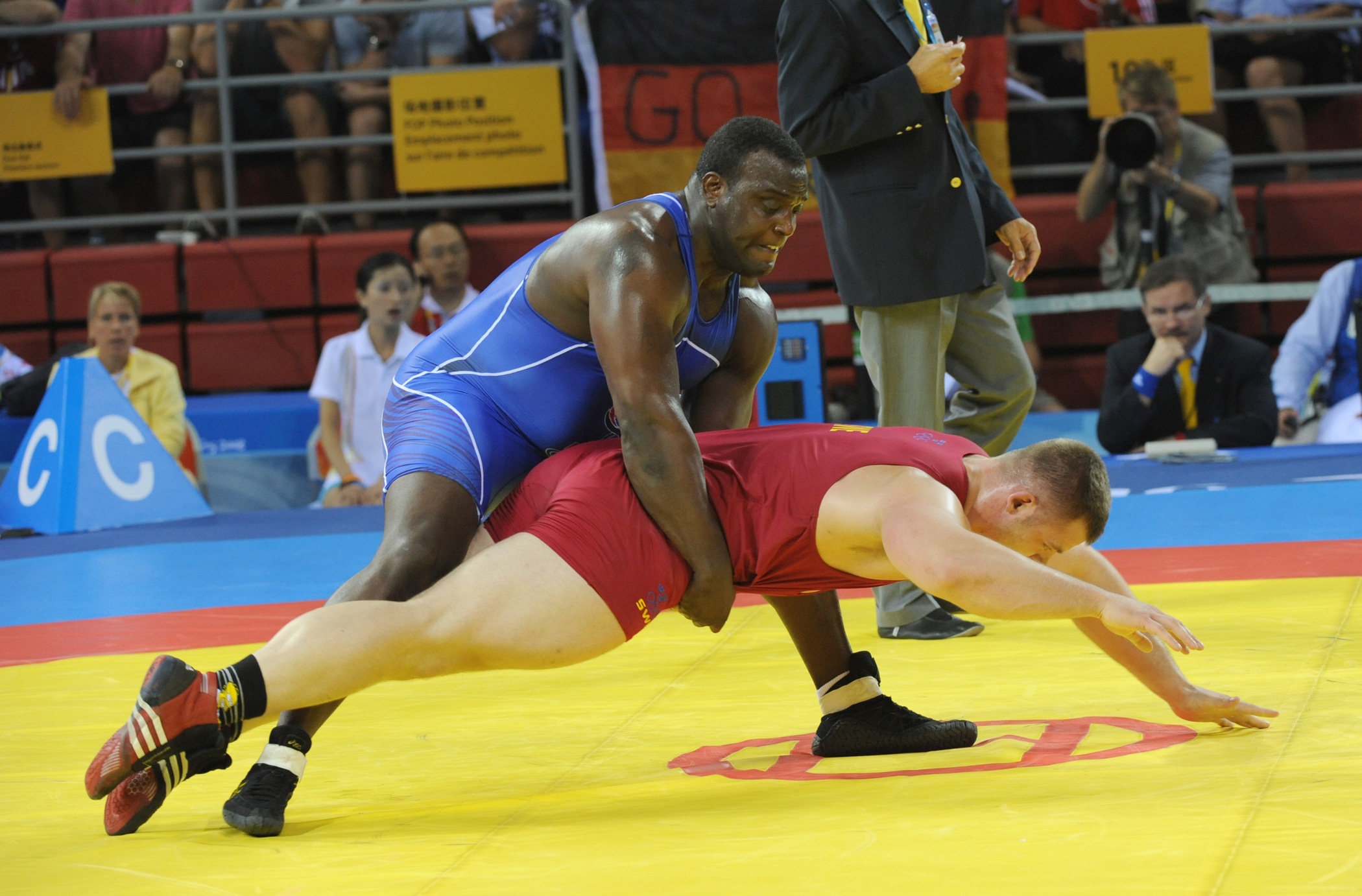
Dremiel Byers (blau) im Kampf gegen Jalmar Sjöberg bei den Olympischen Sommerspielen 2008.

Dremiel D. Byers (* 11. September 1974 in Newark, New Jersey) ist ein US-amerikanischer Ringer. Er war Weltmeister 2002 im Superschwergewicht (bis 120 kg Körpergewicht) im griechisch-römischen Stil.

## Werdegang
Dremiel Byers wuchs in Kings Mountain, N.C., auf und betätigte sich dort an einer High School mit Football und Ringen. Wobei er das Ringen nicht ernsthaft betrieb. Nach der High School besuchte er das North Carolina A & T College, wo er auf regionaler Ebene dann doch an einigen Meisterschaften im Ringen teilnahm. Dort fiel er auch Grund seiner hervorragenden körperlichen Voraussetzungen für einen Schwergewichtsringer dem damaligen Trainer den US-amerikanischen Nationalmannschaften der Ringer im griechisch-römischen Stil Steve Fraser auf, der veranlasste, dass er 1996 in die US-Army eintrat und an einem World Class Athlete Programm der Army in Fort Benning teilnehmen konnte. Dremiel Byers ist inzwischen Staff-Sergeant der US-Army.
Bereits 1997 zeitigte dieses Training seinen ersten Erfolg, denn er wurde in diesem Jahr Meister der US-Army im Superschwergewicht. Diesen Titel gewann er auch 1999. 1999 wurde er auch erstmals US-amerikanischer Meister im Superschwergewicht. Im gleichen Jahr begann auch seine internationale Karriere. Er belegte bei den Panamerikanischen Spielen in Winnipeg im Superschwergewicht hinter Héctor Milián aus Kuba den 2. Platz. Er wurde dann auch bei den Weltmeisterschaften des Jahres 2000 in Athen eingesetzt. In Athen gewann und verlor er jeweils zwei Kämpfe und kam auf den 6. Platz.
Von 2000 bis 2004 kämpfte Dremiel Byers regelmäßig gegen Rulon Gardner um die Vorherrschaft im Superschwergewicht in den Vereinigten Staaten. Der Kampf um diese Vormachtstellung wurde zwar sportlich fair ausgetragen, aber da nur einer von den beiden Ringern an den internationalen Meisterschaften teilnehmen konnte, wurde sehr hart darum gerungen. Im Jahre 2000 wurde Dremiel Byers zwar US-amerikanischer Meister, verlor aber in der Olympiaausscheidung gegen Rulon Gardner, der daraufhin in Sydney an den Start ging und bekanntermaßen dort den russischen Ringerkönig Alexander Karelin entthronte.
2001 verlor Dremiel Byers gegen Rulon Gardner sowohl bei den US-amerikanischen Meisterschaften als auch bei der Ausscheidung für die Weltmeisterschaften gegen Rulon Gardner. 2002 setzte sich aber Dremiel Byers sowohl bei den USA-Meisterschaften als auch bei der WM-Qualifikation durch und vertrat die USA daraufhin bei den Weltmeisterschaften in Moskau. Dort zeigte er sich von seiner besten Seite und wurde mit fünf Siegen Weltmeister im griechisch-römischen Stil im Superschwergewicht. Im entscheidenden Kampf besiegte er dabei Mihály Deák Bárdos aus Ungarn.
Als US-Meister 2003 startete Dremiel Byers bei den Panamerikanischen Meisterschaften dieses Jahres in Guatemala-Stadt. Er gewann dort vor Mijaín López Núñez aus Kuba. Bei den Weltmeisterschaften 2003 kam er nicht zum Einsatz.
Im Jahre 2004 kämpfte er dann gegen Rulon Gardner um die USA-Meisterschaft und um das Startrecht bei den Olympischen Spielen in Athen. Wie verbissen dieser Kampf geführt wurde, ist daraus zu ersehen, dass beide Entscheidungen in dem System Best of Five ausgetragen wurden. Bei den USA-Meisterschaften siegte Dremiel Byers mit 3:2 und bei der US-Olympiaausscheidung siegte Rulon Gardner mit 3:2. Damit verpasste Dremiel Byers zum zweiten Mal den Start bei Olympischen Spielen.
Nach dem Rücktritt von Rulon Gardner nach den Olympischen Spielen 2004 wurde Dremiel Byers 2005, 2006 und 2008 wieder US-amerikanischer Meister im Superschwergewicht, lediglich 2007 musste er sich mit dem 3. Platz begnügen. Bei den Weltmeisterschaften 2005 in Budapest schied er schon nach seinem zweiten Kampf, in dem er von Georgi Tsurtsumia aus Kasachstan geschlagen wurde aus und kam nur auf den 13. Platz.
2006 belegte Dremiel Byers bei den Panamerikanischen Meisterschaften in Rio de Janeiro hinter Mijaín López Núñez den 2. Platz, kam aber bei den Weltmeisterschaften in Guangzhou/China nach einem Sieg über Wladimir Guralski aus Israel und einer Niederlage gegen İsmail Güzel aus der Türkei nur auf den 9. Rang. Bei den Panamerikanischen Spielen 2007, die wieder in Rio de Janeiro ausgetragen wurden, verlor er im Endkampf erneut gegen Mijaín López Núñez. Bei den Weltmeisterschaften 2007 in Baku glückte ihm aber wieder ein Medaillengewinn. Er wurde dort mit vier Siegen Gewinner der Bronzemedaille, nachdem er im Halbfinale gegen den Olympiasieger von 2004 Chassan Barojew aus Russland verloren hatte.
Im Jahre 2008 gelang Dremiel Byers endlich die Qualifikation für die Olympischen Spiele in Peking gewann er seine beiden ersten Kämpfe gegen Oleksandr Tschernezkyj aus der Ukraine und Liu Deli aus China, er verlor aber im Viertelfinale gegen Jalmar Sjöberg aus Schweden. Da Sjöberg im Halbfinale ausschied, bekam Dremiel Byers keine Chance mehr, noch um eine Medaille zu kämpfen. Er kam somit auf den 7. Platz.

## Internationale Erfolge
(alle Wettbewerbe im griechisch-römischen Stil, OS = Olympische Spiele, WM = Weltmeisterschaften, Superschwergewicht, bis 2001 bis 130 kg, Schwergewicht, seit 2002 bis 120 kg Körpergewicht)
| Jahr | Platz | Wettbewerb                                          | Gewichtsklasse | |
| 1999 | 2.    | Panamerikanische Spiele in Winnipeg                 | Superschwer    | hinter Héctor Milián, Kuba und vor Rafael Barreno Martinez, Venezuela |
| 1999 | 6.    | WM in Athen                                         | Superschwer    | nach einer Niederlage gegen Mihály Deák Bárdos, Ungarn, Siegen über Ioan Ticala, Rumänien und Anastasios Sofianidis, Griechenland und einer Niederlage gegen Sergej Mureiko, Bulgarien                            |
| 2001 | 1.    | World Cup in Levallois/Frankreich                   | Superschwer    | vor Alexej Tarabarin, Russland und Hisham Abdelwahab Abdelmoamen, Ägypten |
| 2002 | 2.    | Panamerikanische Meisterschaften in Maracaibo       | Schwer         | hinter Mijaín López Núñez, Kuba und vor Guillermo Talavera, Venezuela |
| 2002 | 1.    | WM in Moskau                                        | Schwer         | mit Siegen über Song Jidong, China, Dsmitryj Dsjabelka, Belarus, Juri Ewseitschik, Israel, Xenofon Koutsioubas, Griechenland und Mihály Deak Bardos                                                               |
| 2003 | 1.    | Panamerikanische Meisterschaften in Guatemala-Stadt | Schwer         | vor Mijaín López Núñez und Edward Diaz, Venezuela |
| 2005 | 1.    | Grand Prix von Polen in Wałbrzych                   | Schwer         | vor Marek Mukulski, Polen, Sergej Pawlow, Ukraine und Nico Schmidt, Deutschland |
| 2005 | 1.    | „Dave-Schultz“-Memorial in Colorado Springs         | Schwer         | vor Russ Davis, USA, Petar Bogajewski, Bulgarien und Khoren Papojan, USA |
| 2005 | 13.   | WM in Budapest                                      | Schwer         | mit einem Sieg über Rocco Daniele Ficara, Italien und einer Niederlage gegen Georgi Tsurtsumia, Kasachstan |
| 2005 | 1.    | CISM-Militär-WM in Vilnius                          | Schwer         | vor Marek Mikulski, O. Petrenko, Ukraine und Mindaugas Mizgaitis, Litauen |
| 2006 | 2.    | Panamerikanische Meisterschaften in Rio de Janeiro  | Schwer         | hinter Mijaín López Núñez und vor Ari Michael Taub, Kanada |
| 2006 | 9.    | WM in Guangzhou/China                               | Schwer         | mit einem Sieg über Wladimir Guralski, Israel und einer Niederlage gegen İsmail Güzel, Türkei |
| 2007 | 2.    | World Cup in Antalya                                | Schwer         | hinter Oleksandr Tschernezkyj und vor Ismail Güzel |
| 2007 | 2.    | Panamerikanische Spiele in Rio de Janeiro           | Schwer         | hinter Mijaín López Núñez und vor Ari Michael Taub |
| 2007 | 3.    | WM in Baku                                          | Schwer         | mit Siegen über Radomir Petkovic, Serbien, Iwan Iwanow, Bulgarien und Panagiotis Papadopoulos, Griechenland, einer Niederlage gegen Chassan Barojew, Russland und einem Sieg über Yannick Szczepaniak, Frankreich |
| 2008 | 2.    | World Cup in Szombathely                            | Schwer         | hinter Mihály Deak Bardos und vor Masoud Hashemzadeh, Iran |
| 2008 | 2.    | Großer Preis von Ungarn in Szombathely              | Schwer         | hinter Riza Kayalp, Türkei und vor Siarhei Artjuchin, Belarus und Bashir Babjanzadeh, Iran |
| 2008 | 7.    | OS in Peking                                        | Schwer         | mit Siegen über Oleksandr Tschernezkyj und Liu Deli, China und einer Niederlage gegen Jalmar Sjöberg, Schweden |
| 2010 | 1.    | „David-Schultz“-Memorial in Colorado Springs        | Schwer         | vor Brandon Rupp, USA, Deli Liu, China u. Dharmender Dalal, Indien |
| 2010 | 1.    | Granma-Cup in Havanna                               | Schwer         | vor Ramon Garcia, Dom. Rep., Nico Schmidt, Deutschland u. Rocco Ficara, Italien |

## US-amerikanische Meisterschaften
1997, 5. Platz, 1998, 4. Platz, 1999, 1. Platz, 2000, 4. Platz, 2001, 2. Platz, 2002, 1. Platz, 2003, 1. Platz, 2004, 1. Platz, 2005, 1. Platz, 2006, 1. Platz, 2007, 3. Platz, 2008, 1. Platz

## US-Army-Meisterschaften
1997, 1. Platz, 1999, 1. Platz, 2000, 1. Platz, 2003, 1. Platz, 2004, 1. Platz, 2005, 1. Platz, 2006, 1. Platz